# Unité urbaine de Saint-Savin - Saint-Yzan-de-Soudiac
L'unité urbaine de Saint-Savin - Saint-Yzan-de-Soudiac est une unité urbaine française centrée sur la ville de Saint-Savin, dans le  département de la Gironde, en région Nouvelle-Aquitaine.

## Données générales
Dans le zonage réalisé par l'Insee en 2010, l'unité urbaine était composée de deux communes.
Dans le nouveau zonage réalisé en 2020, elle est composée des deux mêmes communes.
En 2022, avec 6 045 habitants, elle représente la 20e unité urbaine du département de la Gironde.

## Composition de l'unité urbaine en 2020
Elle est composée des deux communes suivantes :
| Nom                        | Code Insee | Département | Statut       | Superficie (km2) | Population (dernière pop. légale) | Densité (hab./km2) | Modifier                                    |
| -------------------------- | ---------- | ----------- | ------------ | ---------------- | --------------------------------- | ------------------ | ------------------------------------------- |
| Saint-Savin (ville-centre) | 33473      | Gironde     | ville-centre | 33,87            | 3 468 (2022)                      | 102                | modifier les données · modifier les données |
| Saint-Yzan-de-Soudiac      | 33492      | Gironde     | banlieue     | 11,14            | 2 577 (2022)                      | 231                | modifier les données · modifier les données |

## Évolution démographique
| 1968  | 1975  | 1982  | 1990  | 1999  | 2009  | 2014  | 2020  | 2022  |
| ----- | ----- | ----- | ----- | ----- | ----- | ----- | ----- | ----- |
| 3 033 | 3 039 | 3 309 | 3 347 | 3 607 | 4 898 | 5 407 | 5 791 | 6 045 |

#### Données générales
- Unité urbaine
- Aire d'attraction d'une ville
- Aire urbaine (France)
- Liste des unités urbaines de France

#### Données démographiques en rapport avec l'unité urbaine de Saint-Savin - Saint-Yzan-de-Soudiac
- Aire d'attraction de Bordeaux
- Arrondissement de Blaye

#### Données démographiques en rapport avec la Gironde
- Démographie de la Gironde